# Flughafen Daporijo

i8
i11
i13
Der ca. 229 m hoch gelegene Flughafen Daporijo (englisch Daporijo Airport, auch Deparizo Airport, IATA-Code: DEP, ICAO-Code: VEDZ) ist ein kleiner militärisch und zivil genutzter Flugplatz im Ort Daporijo im nordostindischen Bundesstaat Arunachal Pradesh.

## Geschichte
Bereits in den 1980er und frühen 1990er Jahren fanden regelmäßige Flüge mit Do 228-Maschinen zu den Nachbarflughäfen Guwahati und Dibrugarh statt. Wegen fehlender Auslastung wurde der Linienflugverkehr jedoch eingestellt. Seitens der Airports Authority of India (AAI) ist eine Vergrößerung der Start- und Landebahn geplant, so dass auch Flugzeuge des Typs ATR 42 den Flugplatz nutzen können.

## Flugverbindungen
Neben dem militärischen Flugbetrieb finden derzeit nur Charterflüge statt.